# Головатень високий
Головатень високий (Echinops exaltatus) — вид рослин з родини айстрових (Asteraceae), поширений у Європі.

## Опис
Багаторічна рослина 50–150 см. Густо вкриті шовковистим жовтуватими волосками. Стебло сніжно-повстяне. Листки перисторозсічені, з крупно-пильчастими колючими частками. Головки кулясті, 4-6 см в діаметрі, блідо-зелені. Віночки білуваті, внутрішні листочки обгортки блідо-жовті. Сім'янки ≈ 7 мм завдовжки. 2n = 30.

## Поширення
Поширений у південній частині Європи від Франції до України; натуралізований у північній і середній Європі, Канаді, штаті Вашингтон, США.
В Україні вид зростає на лісових узліссях і чагарниках, по берегах річок — у Закарпатті, Прикарпатті.